# Vlaardingenlaanbrug
De Vlaardingenlaanbrug (brug 181P) is een kunstwerk in Amsterdam-Nieuw West. Alhoewel de naam dragend van een brug is het een stelsel losse viaducten, Amsterdam duidt meestal viaducten als bruggen aan.
Het viaductenstelsel, geheel van beton is gelegen in de Rijksweg 10. Ze werd gebouwd rond 1974 in verband met de toenmalige aanleg van de Ringweg-West (Einsteinweg) in het traject Cornelis Lelylaan zuidwaarts tot aan de Henk Sneevlietweg. De noord-zuidliggende viaducten voeren het verkeer over de oostwestliggende Vlaardingenlaan. Het bestaat uit twee samengevoegde viaducten in de doorgaande route van de rijksweg en twee flankerende viaducten voor verkeer voor de omgeving. Het meest westelijke viaduct voert verkeer van de rijksweg naar de Henk Sneevlietweg; het meest oostelijke leidt verkeer van de Henk Sneevlietweg naar de rijksweg. Een directe verbinding tussen de Vlaardingenweg en de rijksweg is er niet. Rijkswaterstaat leverde bijna alle ontwerpen voor kunstwerken in de rijksweg 10, zo ook voor deze viaducten. In april 1975 raasde het verkeer over de viaducten.
De viaducten gingen vanaf 1974 naamloos door het leven met het nummer 181P hetgeen verwijst naar een brug in Amsterdam in beheer bij het rijk of provincie, in dit geval het rijk. Amsterdam vernoemde op 8 december 2017 (bijna) alle viaducten in de ringweg, om een betere plaatsaanduiding te krijgen. Op die datum werd de nieuwe naam Vlaardingenlaanbrug opgenomen in de Basisadministratie Adressen en Gebouwen (BAG). Het bouwwerk werd daarbij vernoemd naar de onderliggende Vlaardingenlaan, die op haar beurt is vernoemd naar het Zuid-Hollandse Vlaardingen.

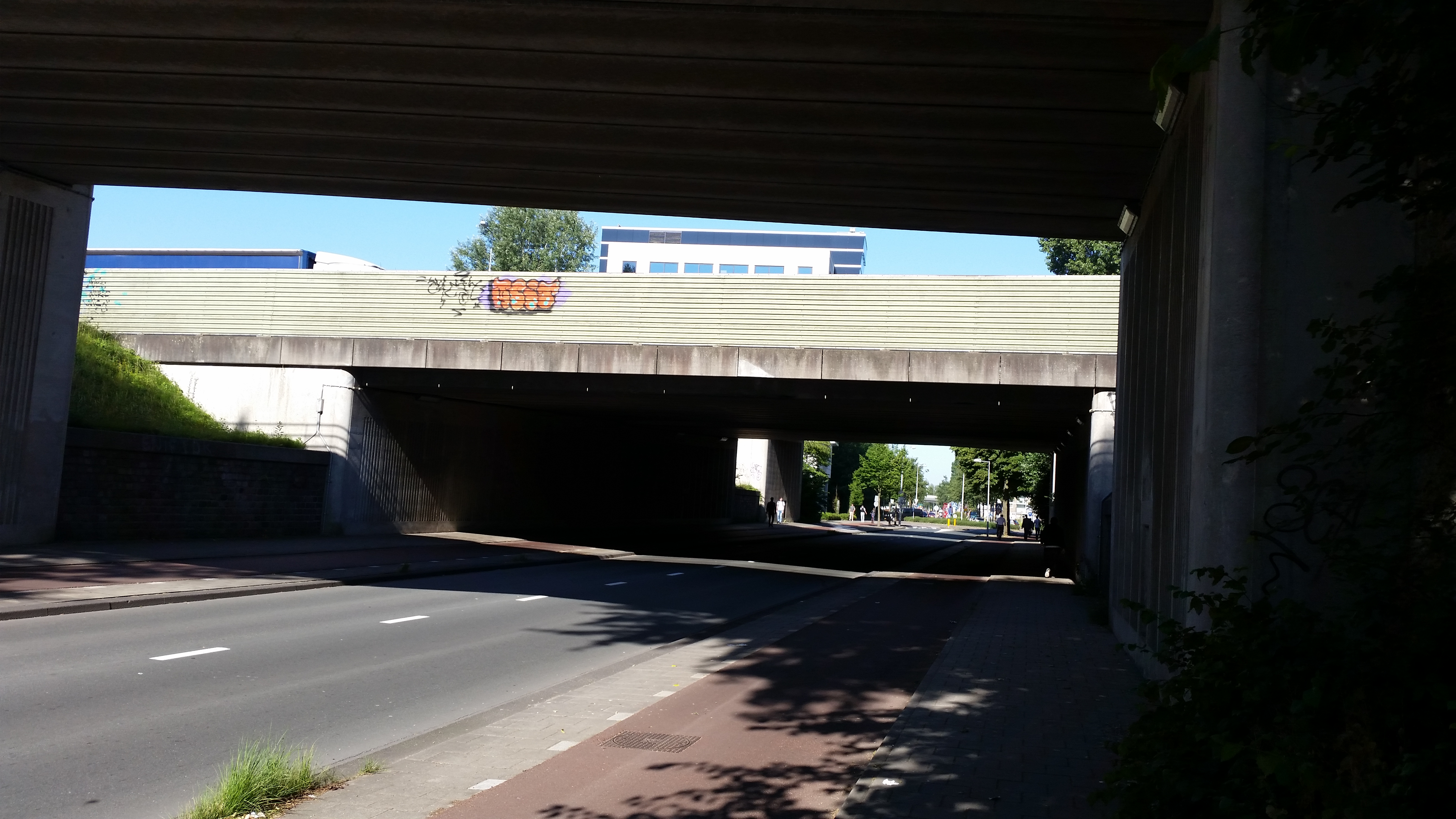
Middendeel van Vlaardingenlaanbrug (juni 2018)